# Like You'll Never See Me Again
"Like You'll Never See Me Again" é o segundo single do álbum As I Am, lançado em 2007 pela cantora americana Alicia Keys. Foi composta por Alicia Keys e Kerry Brothers Jr., e lançada no dia agosto de  2007 na rádio V103 WVEE de Atlanta. Estreou na parada da Billboard na posição #93, e em uma única semana subiu 15 posições. [carece de fontes?]
O videoclipe estreou no dia 13 de Novembro de 2007, terça-feira no programa estadunidense TRL.

## Faixas
CD single promocional americando
1. "Like You'll Never See Me Again" (Radio Edit) – 4:07
2. "Like You'll Never See Me Again" (Instrumental) – 5:14
3. "Like You'll Never See Me Again" (Call Out Hook) – 0:10

CD single Britânico
1. "Like You'll Never See Me Again" (Versão do Álbum) – 5:15
2. "Like You'll Never See Me Again" (Seiji Club Mix) - 6:56

## Paradas
| Top (2007-2008)                     | Melhor posição |
| ----------------------------------- | -------------- |
| Croácia                             | 6              |
| Irlanda                             | 48             |
| Luxemburgo                          | 39             |
| Polônia Top 50 Nacional             | 34             |
| Suécia                              | 57             |
| EUA Billboard Hot 100               | 12             |
| EUA Billboard Hot R&B/Hip-Hop Songs | 1              |
| EUA Billboard Hot Adult R&B Airplay | 1              |
| EUA Billboard Pop 100               | 41             |
| UK Singles Chart                    | 53             |

## Certificações
| País           | Provedor | Vendas    | Certificação |
| -------------- | -------- | --------- | ------------ |
| Estados Unidos | RIAA     | 1.000,000 | Platina      |